# Nati nel 1546
| Questa pagina contiene informazioni ricavate automaticamente dalle voci biografiche con l'ausilio del template Bio e di un bot. L'aggiornamento è periodico e automatico e ricostruisce completamente la pagina. Se manca una persona in questa lista, sei pregato di non aggiungerla, ma accertati piuttosto che la sua voce biografica contenga il template Bio e che i dati anagrafici siano correttamente compilati. Se il template Bio manca, inseriscilo tu stesso o, in alternativa, metti l'avviso {{tmp\|Bio}} che ne segnala la mancanza. Se i dati riportati sono sbagliati, correggi direttamente la voce biografica; le modifiche saranno visibili in questa lista entro pochi giorni. Per chiarimenti vedi il progetto biografie. La lista contiene solo le 57 persone che sono citate nell'enciclopedia e per le quali è stato implementato correttamente il template Bio. Pagina aggiornata al 2 lug 2025. |

## Gennaio(1)
- 27 gennaio - Gioacchino Federico di Brandeburgo, nobile († 1608)

## Febbraio(1)
- 1º febbraio - Mogami Yoshiaki, militare giapponese († 1614)

## Marzo(5)
- 6 marzo - Juan Grande Román, religioso spagnolo († 1600)
- 16 marzo - Francesco Barbaro, patriarca cattolico e diplomatico italiano († 1616)
- 25 marzo - Giacomo Castelvetro, viaggiatore e umanista italiano († 1616)
- 25 marzo - Veronica Franco, poetessa italiana († 1591)
- 29 marzo - Anne de Perusse d'Escars de Giury, cardinale francese († 1612)

## Aprile(4)
- 1º aprile - Nanbu Nobunao, militare giapponese († 1599)
- 2 aprile - Elisabetta di Valois, principessa francese († 1568)
- 20 aprile - Bernardo de Sandoval y Rojas, cardinale e arcivescovo cattolico spagnolo († 1618)
- 20 aprile - Fernando de Gurrea y Aragón, nobile spagnolo († 1592)

## Giugno(2)
- 9 giugno - Claud Hamilton, I lord di Paisley, politico scozzese († 1621)
- 24 giugno - Robert Parsons, gesuita inglese († 1610)

## Luglio(2)
- 4 luglio - Murad III, sultano ottomano († 1595)
- 31 luglio - Francesco Gonzaga, nobile, francescano e vescovo cattolico italiano († 1620)

## Agosto(3)
- 7 agosto - Pedricco de' Medici, nobile italiano († 1547)
- 29 agosto - Dorotea di Danimarca, principessa danese († 1617)
- 31 agosto - Daniel Adam z Veleslavína, tipografo e letterato ceco († 1599)

## Settembre(3)
- 6 settembre - Pedro Álvarez de Toledo y Colonna, diplomatico e nobile spagnolo († 1627)
- 9 settembre - Chō Tsuratatsu, militare giapponese († 1619)
- 13 settembre - Isabella Bendidio, cantante e nobildonna italiana

## Ottobre(1)
- 6 ottobre - Francisco Manuel de los Cobos y Luna, nobile spagnolo († 1616)

## Novembre(1)
- 21 novembre - Giovanni Antonio Paracca, scultore italiano († 1599)

## Dicembre(3)
- 14 dicembre - Tycho Brahe, astronomo e astrologo danese († 1601)
- 22 dicembre - Kuroda Yoshitaka, militare giapponese († 1604)
- 30 dicembre - Jerónimo Xavierre, cardinale spagnolo († 1608)

## Senza giorno specificato(31)
- Giulio Acquaviva d'Aragona, cardinale italiano († 1574)
- Muzaffar II di Johor, sovrano malese († 1570)
- Giovan Battista Aleotti, architetto italiano († 1636)
- Asano Nagamasa, militare giapponese († 1611)
- William Barclay, giurista scozzese († 1608)
- Luca Bati, compositore italiano († 1608)
- Cornelis Claesz, cartografo e editore olandese († 1609)
- Henri van Cuyk, vescovo cattolico e umanista olandese († 1609)
- Philippe Desportes, poeta francese († 1606)
- Thomas Digges, astronomo e matematico britannico († 1595)
- Ruprecht von Eggenberg, generale austriaco († 1611)
- Johann Fischart, scrittore tedesco († 1589)
- Jean Gordon, nobildonna scozzese († 1629)
- Emilio Luci, politico e giurista italiano († 1607)
- Curzio da Marignolle, letterato italiano († 1606)
- Murakami Kunikiyo, militare giapponese
- Johannes Olearius, teologo tedesco († 1623)
- Petru I cel Tânăr, nobile rumeno († 1569)
- Johannes Pistorius, religioso tedesco († 1608)
- Bartholomäus Spranger, pittore e incisore fiammingo († 1611)
- Elizabeth Stafford, inglese († 1599)
- Massimiliano II Stampa, nobile, religioso e scrittore italiano († 1601)
- Nicola Antonio Stigliola, filosofo, architetto e medico italiano († 1623)
- Suibara Chikanori, militare giapponese († 1616)
- Takeda Katsuyori, militare giapponese († 1582)
- Christoph Trechsler, artigiano tedesco († 1624)
- Ujiie Yukihiro, militare giapponese († 1615)
- Yamauchi Kazutoyo, militare giapponese († 1605)
- Ladislao d'Aquino, cardinale, vescovo cattolico e letterato italiano († 1621)
- Pierre de L'Estoile, francese († 1611)
- Marguerin de la Bigne, teologo francese († 1595)